# Добрянський міський округ
Добрянський міський округ (рос. Добрянский городской округ) — адміністративно-територіальна одиниця в складі Пермського краю Росії.
Адміністративний центр району — місто Добрянка. 

## Географія
Добрянський міський округ розташований в центрі Пермського краю, здебільшого на лівому березі Камського водосховища по річці Кама, на правому березі знаходиться територія колишнього Сенькінського сільського поселення і невелика частина колишнього Добрянського міського поселення.
На півночі межує з міським округом Березники, на північному сході - з Александрівським муніципальним округом, на сході - з міським округом «Місто Губаха» і Грем'ячинським міським округом. На сході і південному сході межує з Чусовським міським округом. На півдні обмежений Камський водосховищем (по річці Чусова), на протилежному березі якого розташовані Пермський район і місто Перм, також на півдні правобережна частина межує з Краснокамським міським округом. Із заходу район прилягає до Іллінського міського округу і Юсьвинского муніципального округк, який розташований на протилежному березі Камського водосховища.
Основними природними багатствами району є нафта, гіпс, гравій. 70% території району зайнято лісами, з них більшу частину (83%) складають хвойні породи дерев, насамперед ялина.

## Населення
Населення - 55 035 осіб (2021 рік). Національний склад (2010): росіяни - 91,5%, татари - 2,5%, комі-пермяки - 1,2%, інші - представники інших національностей.